# Alexandre Maticiuc
Alexandre Maticiuc (nacido el 24 de junio de 1999 en Montecarlo, Mónaco) es un jugador de baloncesto monegasco que pertenece a la plantilla de Baloncesto Fuenlabrada de la Liga LEB Oro. Con 1,96 metros de estatura, juega en la posición de alero.

## Trayectoria deportiva
Se formó en la  St. Thomas More School en Oakdale, Connecticut, hasta 2018, cuando ingresó en la Universidad de Southern New Hampshire, donde jugaría durante dos temporadas la NCAA con los Southern New Hampshire Penmen, desde 2018 a 2020. 
Tras una temporada en blanco, en 2021 ingresó en la Universidad de Nueva York, donde jugó una temporada la NCAA con los New York University Violets. 
En la temporada 2022-23, firma por el CSU Bega Timisoara de la Liga Națională.
En la temporada 2023-24, firma por el CS Dinamo București de la Liga Națională.
El 31 de julio de 2024, firma por el Baloncesto Fuenlabrada de la Liga LEB Oro.